# Bistum Whitehorse
Das Bistum Whitehorse (lat.: Dioecesis Equialbensis) ist ein römisch-katholisches Bistum in Whitehorse im Yukon-Territorium in Kanada.
Das Bistum wurde zunächst am 9. März 1908 als Apostolische Präfektur Yukon-Prince Rupert gegründet. Am 20. November 1916 erfolgte die Erhebung zum Apostolischen Vikariat Yukon-Prince Rupert, das am 14. Januar 1944 in Apostolisches Vikariat Whitehorse umbenannt wurde.
Am 13. Juli 1967 wurde das eigenständige Bistum Whitehorse gegründet und dem Erzbistum Grouard-McLennan als Suffraganbistum zugeordnet. 

## Bischöfe
- 1908–1944 Émile-Marie Bunoz OMI, dann Apostolischer Vikar von Prince Rupert
- 1944–1965 Jean-Louis-Antoine-Joseph Coudert OMI
- 1965–1971 James Philip Mulvihill OMI
- 1971–1986 Hubert Patrick O’Connor OMI, dann Bischof von Prince George
- 1987–2000 Thomas Joseph Lobsinger OMI
- 2006–2014 Gary M. Gordon, dann Bischof von Victoria
- 2015–0000 Héctor Vila